# Reduto de João Dias
O Reduto de João Dias, também referido como Forte de João Dias, localizava-se na freguesia da Praia, concelho de Santa Cruz da Graciosa, na ilha Graciosa, nos Açores.
Em posição dominante sobre este trecho do litoral, constituiu-se em uma fortificação destinada à defesa contra os ataques de piratas e corsários, outrora frequentes nesta região do oceano Atlântico.

## História
Não consta que existissem fortificações ou resistência da população quando do assalto de corsários ingleses, em fevereiro de 1691 à Graciosa. Na ocasião, cerca de 50 homens, munidos de armas de fogo e facas de ponta, acometeram a vila da Praia, onde assassinaram o meirinho da alfândega, aprisionaram diversas autoridades, afuguentaram a população e saquearam residências e templos.
No contexto da Guerra da Sucessão Espanhola (1702-1714) encontra-se referido como "O Reduto de Joam Dias." na relação "Fortificações nos Açores existentes em 1710".
Encontra-se citado como desaparecido no "Catálogo provisório" em 1884.
A estrutura não chegou até aos nossos dias.